# André Blank
André Blank (* 22. Februar 1914 in Raeren; † 28. Oktober 1987 ebenda) war ein belgischer Kunstmaler.

## Leben und Wirken
Andreas Joseph Blank war der Sohn eines Lehrers und leidenschaftlichen Malers. Er studierte an der Lütticher Kunsthochschule, „Institut supérieur des Beaux-Arts St-Luc“ unter Félix Proth. Später lehrte er an den Kunsthochschulen „Institut supérieur d’Arts graphiques et plastiques“ in Tournai und am „Institut des Beaux-Arts St-Luc“, sowie an der Architekturhochschule „Institut supérieur d’architecture St-Luc“ in Lüttich. 1979 gab er seine Lehrtätigkeiten auf.
Seine frühen Werke erscheinen in zarten Farben und sind vom Impressionismus inspiriert, in einer wilden Periode malte er im Stil des Fauvismus, um nach einer Periode des Kubismus zur abstrakten Malerei zu wechseln. Nach einer Übergangszeit, in der zahlreiche schwarz-weiß Grafiken entstanden, fand er in seinem Spätwerk zur Farbe zurück.
Seine erste Ausstellung fand 1948 in Verviers statt, danach folgten in den Jahren 1963 bis 1965 Ausstellungen in Eupen, Lüttich und Brüssel.
Zahlreiche Ausstellungen fanden in seinem Wohnhaus und Atelier, dem Wasserschloss Haus Raeren, statt. Retrospektiven waren 1989 in Stavelot, 2007 im IKOB – Museum für zeitgenössische Kunst und 2014 im Gebäude des Belgischen Rundfunks in Eupen.
Verschiedene Werke Blanks befinden sich in staatlichen Sammlungen, in Sammlungen der Provinz Lüttich und in Privatsammlungen.
Neben der Malerei gestaltete André Blank zahlreiche Kirchenfenster, wie beispielsweise in Rocherath oder Mackenbach, sowie für mehrere unter Denkmalschutz stehende Gotteshäuser, wie beispielsweise im Turm der zerstörten Abteikirche von Stavelot und der Annakapelle in Raeren. Des Weiteren betätigte er sich als Freskenmaler. Ferner war er 1968 maßgeblich an der künstlerischen Planung der Kapelle Katharina von Siena mit dem 1985 nachträglich errichtetem „Haus der Begegnung“ in Astenet beteiligt. Darüber hinaus entwarf er 1971 für seine Pfarrkirche St. Nikolaus in Raeren das Altarbild des Sebastianusaltars und 1978 Bildnisse für den dortigen Kreuzweg.  1985 erschien eine durch den Lehrer und Kunsthistoriker Georges Schmits verfasste Biografie, die Blanks künstlerischen Lebensweg aufzeichnet.
André Blank war Träger des Leopold-Ordens und ab 1985 Mitglied der Académie royale des Sciences, des Lettres et des Beaux-Arts de Belgique.